# Above Rocks
Above Rocks – miasto na Jamajce wchodzące w skład regionu Saint Catherine. Według spisu ludności z 1991 roku miasto zamieszkiwało 3 263 osoby. Według szacowanych danych na rok 2010 w miejscowości mieszka 5 261 osób.